# Evans Kangwa
Evans Kangwa, né le 21 juin 1992 à Kasama (Zambie), est un footballeur international zambien qui joue au poste d'ailier droit pour le club chinois de Qingdao Hainiu.

## Biographie

### Nkana FC
Né Kasama, Evans commence à jouer au football au Nkana FC en Zambie. Evans continue sa formation avec son club et intègre l'équipe première.

### Hapoël Ra'anana
Le 3 juillet 2014, il est prêté avec option d'achat à l'Hapoel Ra'anana en Israël. Le 25 octobre 2014, il marque son premier but contre le Maccabi Haïfa. Le 1er novembre 2014, il marque un doublé contre MS Ashdod et permet à son équipe de gagner le match. Lors de la saison 2014-2015, il dispute 23 rencontres et marque 4 fois.
Le 29 août 2015, il marque un doublé contre le Bnei Sakhnin FC. Le 20 octobre 2015, il marque contre le Maccabi Tel-Aviv. Le 5 décembre 2015, il marque un doublé contre le Bnei Yehoudah Tel-Aviv Football Club. Lors de cette saison il marque 11 fois et dispute 33 rencontres toutes compétitions confondues.

### Gaziantepspor
Juillet 2016, il signe au Gaziantepspor pour une durée de quatre ans. Le 21 août 2016, il joue son premier match avec son nouveau club contre le Gençlerbirliği Spor Kulübü. Le 1er octobre 2016, il marque son premier doublé contre Bursaspor. Le 5 novembre 2016, il marque contre Alanyaspor. Le 21 avril 2017, il marque un superbe but contre Konyaspor Kulübü. Au total cette saison, il joue 26 matchs toutes compétitions confondus pour quatre buts marqués.

### Arsenal Toula
Le 26 août 2017, il s'installe en Premier League russe, en signant avec le Arsenal Toula.

## Carrière nationale
Kangwa a joué pour la Zambie des moins de 20 ans, remportant la COSAFA U-20 Challenge Cup en 2011.
Kangwa a fait ses débuts seniors en Zambie en 2011, et a été sélectionné à la Coupe d'Afrique des Nations 2012. Kangwa n'est joue très peu cette année-là car son entraîneur Hervé Renard déclare qu'il ne voulait pas précipiter le jeune, le club est champion de la coupe d'Afrique des Nations.
En décembre 2014, il a été sélectionné avec la Zambie pour la Coupe d'Afrique des Nations 2015 mais l'équipe termine dernière du groupe B.

## Palmarès en club
- 2013 :  Champion de la Premier League zambienne

## Palmarès nationale
- 2012 Champion de la Coupe d'Afrique des Nations avec l'Équipe de Zambie de football.

### Rapports de match
1. ↑  « Maccabi Haifa - Hapoel Raanana, 25 oct. 2014 - Ligat ha'Al - Rapport de match », sur transfermarkt.fr, 25 octobre 2014 (consulté le 22 décembre 2017)
2. ↑  « FC Ashdod - Hapoel Raanana, 1 nov. 2014 - Ligat ha'Al - Rapport de match », sur transfermarkt.fr, 1er novembre 2011 (consulté le 22 décembre 2017)
3. ↑  « Ihud Bnei Sakhnin - Hapoel Raanana, 29 août 2015 - Ligat ha'Al - Rapport de match » (consulté le 22 décembre 2017)
4. ↑  « Maccabi Tel Aviv - Hapoel Raanana, 20 sept. 2015 - Ligat ha'Al - Rapport de match », sur transfermarkt.fr, 20 septembre 2015 (consulté le 22 décembre 2017)
5. ↑  « Bnei Yehuda Tel Aviv - Hapoel Raanana, 5 déc. 2015 - Ligat ha'Al - Rapport de match », sur transfermarkt.fr, 5 décembre 2015 (consulté le 22 décembre 2017)
6. ↑  « Gaziantepspor - Bursaspor, 1 oct. 2016 - Süper Lig - Rapport de match », sur transfermarkt.fr, 1er octobre 2016 (consulté le 22 décembre 2017)
7. ↑  « Aytemiz Alanyaspor - Gaziantepspor, 5 nov. 2016 - Süper Lig - Rapport de match », sur transfermarkt.fr, 5 novembre 2016 (consulté le 22 décembre 2017)
8. ↑  « Atiker Konyaspor - Gaziantepspor, 21 avr. 2017 - Süper Lig - Rapport de match », sur transfermarkt.fr, 21 avril 2017 (consulté le 22 décembre 2017)

### Autres références
1. ↑  « Биография », sur arsenaltula.ru (consulté le 20 mai 2022)
2. ↑  « Zambie: Evans Kangwa quitte Nkana FC - Africa Top Sports », Africa Top Sports,‎ 4 juillet 2014 (lire en ligne, consulté le 22 décembre 2017)
3. ↑  « Evans Kangwa - Données de ligne detaillées 2014 », sur transfermarkt.fr (consulté le 22 décembre 2017)
4. ↑  « Evans Kangwa - Données de ligne detaillées 2015 », sur transfermarkt.fr (consulté le 22 décembre 2017)
5. ↑  (tr) « Gaziantepspor, Evans Kangwa’yı renklerine bağladı », Hürriyet,‎ 29 juillet 2016 (lire en ligne, consulté le 22 décembre 2017)
6. ↑  Emeka Enyadike, « Evans Kangwa's  big Afcon dream », sur SuperSport official website, 8 mai 2019 (consulté le 22 décembre 2017)
7. ↑  (en-GB) « Zambia's Given Singuluma dropped for Nations Cup », BBC Sport,‎ 2012 (lire en ligne, consulté le 22 décembre 2017)
8. ↑  (en) « Renard considers Kangwa for Zambia - Soccerway », sur www.soccerway.com (consulté le 22 décembre 2017)